# Odilon Kossounou
Odilon Kossounou (Abiyán, Costa de Marfil, 4 de enero de 2001) es un futbolista marfileño que juega en la demarcación de defensa para el Atalanta B. C. de la Serie A.

## Trayectoria
Tras empezar a formarse como futbolista en el ASEC Mimosas, en enero de 2019 se marchó al Hammarby Fotboll, donde jugó media temporada en cuatro partidos de copa y nueve encuentros de liga. Hizo su debut el 18 de febrero de 2019 en un partido de la Copa de Suecia contra el Varbergs BoIS FC, tras sustituir a Tim Söderström en el minuto 69. En el mercado veraniego de 2019 se marchó traspasado al Club Brujas. Estuvo dos años en el equipo belga, siendo traspasado al Bayer 04 Leverkusen en julio de 2021.

## Estadísticas

### Clubes
| Club                           | Div.          | Temporada     | Liga  | Liga  | Copas nacionales | Copas nacionales | Copas internacionales | Copas internacionales | Total | Total |
| Club                           | Div.          | Temporada     | Part. | Goles | Part.            | Goles            | Part.                 | Goles                 | Part. | Goles |
| ------------------------------ | ------------- | ------------- | ----- | ----- | ---------------- | ---------------- | --------------------- | --------------------- | ----- | ----- |
| Hammarby Fotboll · Suecia      | 1.ª           | 2019          | 9     | 0     | 4                | 0                | ―                     | ―                     | 13    | 0     |
| Hammarby Fotboll · Suecia      | Total club    | Total club    | 9     | 0     | 4                | 0                | 0                     | 0                     | 13    | 0     |
| Club Brujas · Bélgica          | 1.ª           | 2019-20       | 7     | 0     | 1                | 0                | 4                     | 0                     | 12    | 0     |
| Club Brujas · Bélgica          | 1.ª           | 2020-21       | 33    | 1     | 2                | 0                | 7                     | 0                     | 42    | 1     |
| Club Brujas · Bélgica          | 1.ª           | 2021-22       | ―     | ―     | 1                | 0                | ―                     | ―                     | 1     | 0     |
| Club Brujas · Bélgica          | Total club    | Total club    | 40    | 1     | 4                | 0                | 11                    | 0                     | 55    | 1     |
| Bayer 04 Leverkusen · Alemania | 1.ª           | 2021-22       | 27    | 0     | 1                | 0                | 5                     | 0                     | 33    | 0     |
| Bayer 04 Leverkusen · Alemania | 1.ª           | 2022-23       | 24    | 0     | 1                | 0                | 10                    | 0                     | 35    | 0     |
| Bayer 04 Leverkusen · Alemania | 1.ª           | 2023-24       | 22    | 1     | 4                | 0                | 8                     | 0                     | 34    | 1     |
| Bayer 04 Leverkusen · Alemania | Total club    | Total club    | 73    | 1     | 6                | 0                | 23                    | 0                     | 102   | 1     |
| Atalanta B. C. · Italia        | 1.ª           | 2024-25       | 18    | 0     | 1                | 0                | 4                     | 0                     | 23    | 0     |
| Atalanta B. C. · Italia        | Total club    | Total club    | 18    | 0     | 1                | 0                | 4                     | 0                     | 23    | 0     |
| Total carrera                  | Total carrera | Total carrera | 140   | 2     | 15               | 0                | 38                    | 0                     | 193   | 2     |

## Palmarés

### Títulos nacionales
| Título                      | Club                | País     | Año  |
| --------------------------- | ------------------- | -------- | ---- |
| Primera División de Bélgica | Club Brujas         | Bélgica  | 2020 |
| Primera División de Bélgica | Club Brujas         | Bélgica  | 2021 |
| Supercopa de Bélgica        | Club Brujas         | Bélgica  | 2021 |
| Bundesliga                  | Bayer 04 Leverkusen | Alemania | 2024 |
| Copa de Alemania            | Bayer 04 Leverkusen | Alemania | 2024 |
| Supercopa de Alemania       | Bayer 04 Leverkusen | Alemania | 2024 |

### Títulos internacionales
| Título                    | Equipo          | Sede            | Año  |
| ------------------------- | --------------- | --------------- | ---- |
| Copa Africana de Naciones | Costa de Marfil | Costa de Marfil | 2023 |